# Лига арендаторов
Лига арендаторов (англ. Tenant League) — аграрное популистское движение Острова Принца Эдуарда XIX века, ставившее цель ликвидировать систему частной собственности в этом регионе. 

## Контекст
Лига была основана для решения вопроса о собственности на землю, возникшего в 1767 году, когда король Георг III разделил остров на 67 участков и вознаградил своих сторонников посредством лотереи. Многие издольщики в провинции  недовольны невозможностью получить право собственности на землю, которую они обрабатывали. Большинство из них также сталкивалось с высокой арендной платой.
Гранты были подлежали определенными условиями урегулирования, которые часто не выполнялись. Однако политические связи получателей грантов обычно означали, что правительство не могло или не хотело их оспаривать, несмотря на призывы арендаторов провинции.

## Активность
Лига была основана в декабре 1864 года. К лету 1864 года большинство арендаторов с острова были ее членами. На своем съезде в Шарлоттауне профсоюз принял правила, призывающие его членов не платить арендную плату.
На параде в 1865 году правительство попыталось арестовать Сэмюэля Флетчера, главу лиги. Однако толпа участников помешала этому. Затем губернатор Джордж Дандас наложил запрет на организацию, однако участники лиги отказались расформировать её. Неповиновение и коллективные действия гвоорили о том, что лига всё ещё существует, поскольку они сталкивались с чиновниками, отправленными для сбора арендной платы. Из-за протестов власти ввели британские войска для подавления «Бунтов лиги арендаторов» в 1866 году.

## Влияние
В 1873 году, после того как неудачный проект железной дороги почти довел остров до банкротства, он присоединился к Доминиону Канада. По условиям союза правительство Канады оказывало провинции финансовую помощь в покупке оставшихся арендованных земель. В 1878 году Остров Принца Эдуарда принял Закон об обязательной покупке земли, который окончательно лишил землевладельцев, проживавших вдали от дома, и сделал землю доступной для покупки по фиксированной цене для местного населения.